# Corylopsis brevistyla
Corylopsis brevistyla là một loài thực vật có hoa trong họ Hamamelidaceae. Loài này được H.T.Chang miêu tả khoa học đầu tiên năm 1948.